# Rue des Moineaux

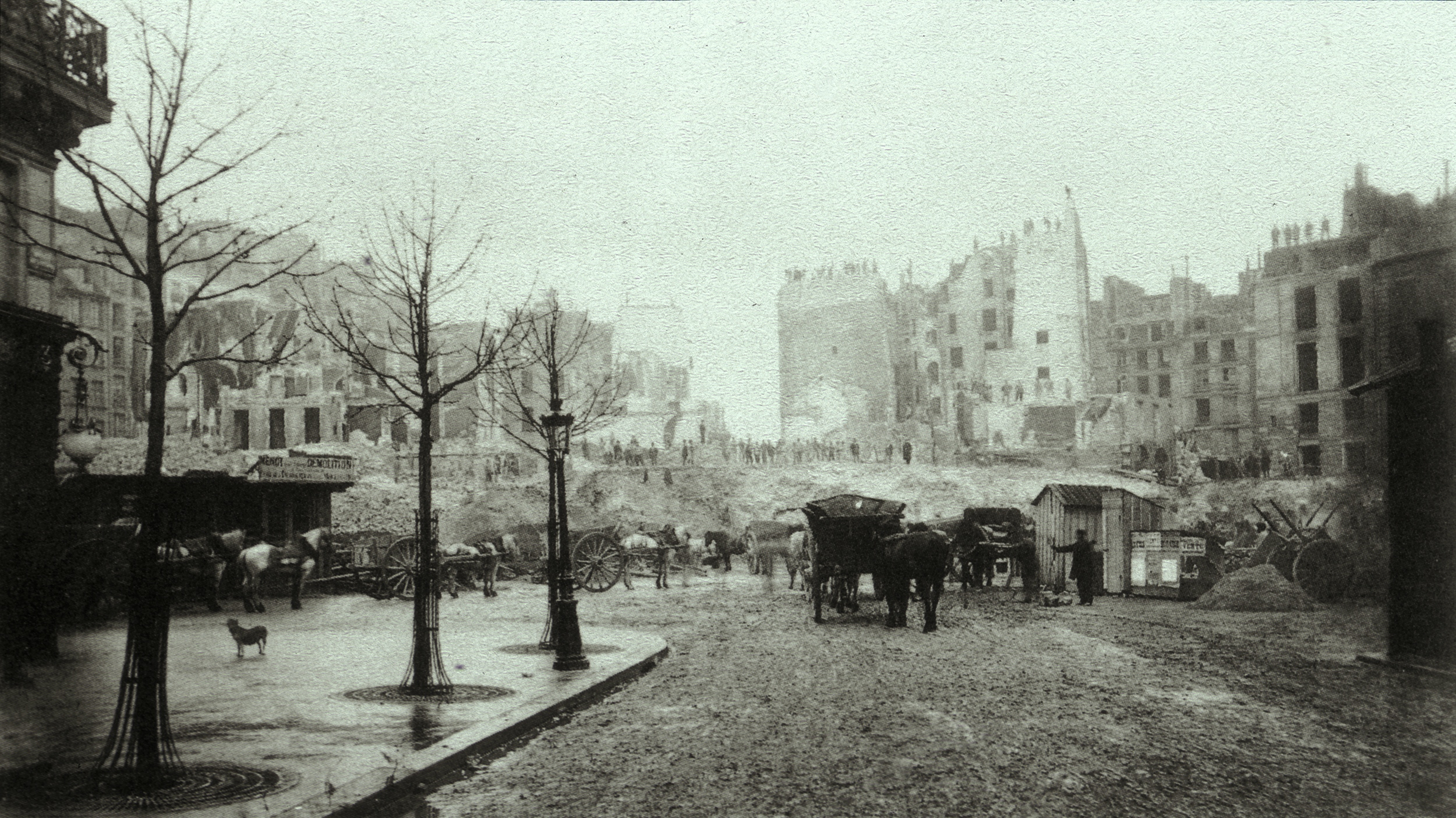
Démolition de la Butte des Moulins pour le percement de l'avenue de l'Opéra.

La rue des Moineaux est une ancienne rue de Paris, aujourd'hui disparue à la suite du percement de l'avenue de l'Opéra.

## Origine du nom
Selon les frères Lazare, elle porte ce nom en raison d'une propriété appelée la Maison des Moineaux qui y était située.

## Historique
Son nom est attesté dès 1561.
Elle commençait au carrefour de la rue des Orties-Saint-Honoré et finissait rue Neuve-Saint-Roch. Elle était parfois appelée rue Monceau car elle conduisait au montceau des Moulins.
Elle est citée sous le nom de « rue de Monceaux », dans un manuscrit de 1636.
On y trouvait l'Imprimerie Xhrouet, et plus tard l'imprimerie de Meymat.
Le 27 juin 1876, un décret relatif à l’achèvement de l’avenue de l'Opéra déclare d’utilité publique « la suppression des rues de l’Évêque, des Orties, des Moineaux, du Clos Georgeau et d’une partie de la rue des Moulins ».